# Gursky-Koboldmaki
Der Gursky-Koboldmaki (Tarsius spectrumgurskyae) ist eine Primatenart aus der Gruppe der Koboldmakis. Sie wurde 2017 beschrieben und zu Ehren von Sharon Gursky benannt, einer Expertin für indonesische Primaten, die die Art jahrelang erforscht hat. Damals wurde sie noch unter der heute nicht mehr gebräuchlichen wissenschaftlichen Bezeichnung Tarsius spectrum geführt. In ihrer Heimat wird sie Tangkasi bzw. Wusing genannt.
Die Art kommt nur im Osten der nördlichen Halbinsel von Sulawesi (Semenanjung Minahassa) zwischen Tangkoko und dem Isthmus bei Kota Gorontalo vor. Die Halbinsel ist Heimat zahlreicher endemischer, d. h. nur hier vorkommender Arten, darunter sind auch zwei weitere Primaten, der Schopfmakak (Macaca nigra) und der Gorontalo-Makak (M. nigrescens).

## Merkmale
Der Gursky-Koboldmaki unterscheidet sich morphologisch kaum von anderen Sulawesi-Koboldmakis. Er ist kleiner als der Diana-Koboldmaki (Tarsius dentatus). Weibchen erreichen ein Gewicht von 95 bis 119 g, Männchen sind mit 104 bis 126 g im Durchschnitt etwas schwerer. Der Schwanz ist vergleichsweise kurz (213 bis 268 mm bei den Weibchen und 220 bis 258 mm bei den Männchen) und erreicht eine Länge von 121 bis 210 % der Kopfrumpflänge. Das Haarbüschel am Schwanzende ist lang, dick und schwarz. Das Fell der Tiere ist wie bei den meisten auf der Hauptinsel von Sulawesi vorkommenden Koboldmakis grau bis gelbbraun, die Gliedmaßen sind deutlich brauner getönt als der übrige Körper. Die Augenringe sind schwarz, der schwarze Fleck neben der Nase ist deutlich ausgebildet. Auffällig ist ein weißer Fleck an den Seiten der Oberlippe. An der Basis der Ohren befindet sich ein kleiner haarloser Bereich. Die Nasenspitze ist deutlich konvex. Die Zahnreihen sind ziemlich lang aber variabel. Die oberen Backenzähne sind schmal. Zwischen den Schneidezähnen und dem Eckzahn findet sich ein ausgeprägtes Diastema. Von anderen Sulawesi-Koboldmakis kann der Gursky-Koboldmaki vor allem anhand der unterschiedlichen Lautäußerungen unterschieden werden.

## Systematik
Dass es sich bei den Koboldmakis der nördlichen Halbinsel von Sulawesi (Semenanjung Minahassa) um eine eigenständige Art handelt, wurde bereits im Jahr 2010 durch den britisch-australischen Primatologen Colin Groves und seinen Kollegen Myron Shekelle festgestellt. Sie veröffentlichten jedoch keine formelle Beschreibung einer neuen Koboldmakiart, sondern bezeichneten sie in ihrer Revision der Koboldmakisystematik lediglich als Tarsius sp 1. Im Mai 2017 wurde die Erstbeschreibung schließlich nachgeholt. Dabei wurden die Koboldmakis des östlichen und des mittleren Teils von Semenanjung Minahassa jedoch als zwei unterschiedliche Arten beschrieben (T. spectrumgurskyae und T. supriatnai), die sich vor etwa 300.000 Jahren voneinander getrennt haben sollen.